# Coolio/Diskografie
Diese Diskografie ist eine Übersicht über die musikalischen Werke des US-amerikanischen Rappers Coolio. Den Quellenangaben zufolge hat er bisher mehr als 17 Millionen Tonträger verkauft. Seine erfolgreichste Veröffentlichung ist die Single Gangsta’s Paradise mit über 8,3 Millionen verkauften Einheiten. Das Lied verkaufte sich alleine in Deutschland über eine Million Mal, womit es zu den meistverkauften Singles des Landes zählt.

## Alben

### Studioalben
| Jahr | Titel Musiklabel                                 | Höchstplatzierung, Gesamtwochen, AuszeichnungChartplatzierungen (Jahr, Titel, Musiklabel, Platzierungen, Wochen, Auszeichnungen, Anmerkungen) | Höchstplatzierung, Gesamtwochen, AuszeichnungChartplatzierungen (Jahr, Titel, Musiklabel, Platzierungen, Wochen, Auszeichnungen, Anmerkungen) | Höchstplatzierung, Gesamtwochen, AuszeichnungChartplatzierungen (Jahr, Titel, Musiklabel, Platzierungen, Wochen, Auszeichnungen, Anmerkungen) | Höchstplatzierung, Gesamtwochen, AuszeichnungChartplatzierungen (Jahr, Titel, Musiklabel, Platzierungen, Wochen, Auszeichnungen, Anmerkungen) | Höchstplatzierung, Gesamtwochen, AuszeichnungChartplatzierungen (Jahr, Titel, Musiklabel, Platzierungen, Wochen, Auszeichnungen, Anmerkungen) | Anmerkungen                                                 |
| Jahr | Titel Musiklabel                                 | DE | AT | CH | UK | US | Anmerkungen                                                 |
| ---- | ------------------------------------------------ | --- | --- | --- | --- | --- | ----------------------------------------------------------- |
| 1994 | It Takes a Thief Tommy Boy Entertainment (WMG)   | — | — | — | UK67 (1 Wo.)UK | US8 Platin · (30 Wo.)US | Erstveröffentlichung: 15. Juli 1994 Verkäufe: + 1.050.000   |
| 1995 | Gangsta’s Paradise Tommy Boy Entertainment (WMG) | DE6 Gold · (28 Wo.)DE | AT4 (16 Wo.)AT | CH2 (29 Wo.)CH | UK18 Gold · (29 Wo.)UK | US9 ×2Doppelplatin · (62 Wo.)US | Erstveröffentlichung: 2. Oktober 1995 Verkäufe: + 2.825.000 |
| 1997 | My Soul Tommy Boy Entertainment (WMG)            | DE19 (9 Wo.)DE | AT19 (6 Wo.)AT | CH16 (6 Wo.)CH | UK28 (3 Wo.)UK | US39 Gold · (9 Wo.)US | Erstveröffentlichung: 26. August 1997 Verkäufe: + 550.000   |
| 2001 | Coolio.com Victor Entertainment (JVC)            | — | — | — | — | — | Erstveröffentlichung: 18. April 2001                        |
| 2002 | El Cool Magnifico ZYX Music (ZYX)                | — | — | — | — | — | Erstveröffentlichung: 15. Oktober 2002                      |
| 2006 | The Return of the Gangsta Edel Records (Edel)    | — | — | CH82 (2 Wo.)CH | — | — | Erstveröffentlichung: 18. August 2006                       |
| 2008 | Steal Hear Super Cool Entertainment (RN’D)       | — | — | — | — | — | Erstveröffentlichung: 19. Februar 2008                      |
| 2009 | From the Bottom 2 the Top Subside Records (ZYX)  | — | — | — | — | — | Erstveröffentlichung: 16. Februar 2009                      |

### Kompilationen
| Jahr | Titel Musiklabel                                                  | Anmerkungen                         |
| ---- | ----------------------------------------------------------------- | ----------------------------------- |
| 2001 | The Very Best Tommy Boy Entertainment (WMG)                       | Erstveröffentlichung: 23. März 2001 |
| 2001 | Fantastic Voyage: The Greatest Hits Tommy Boy Entertainment (WMG) | Erstveröffentlichung: 17. Juli 2001 |
| 2012 | Gangsta Hits ZYX Music (ZYX)                                      | Erstveröffentlichung: 25. Mai 2012  |

### EPs
| Jahr | Titel Musiklabel               | Anmerkungen                           |
| ---- | ------------------------------ | ------------------------------------- |
| 2002 | Coolio 2002 EP ZYX Music (ZYX) | Erstveröffentlichung: 7. Oktober 2002 |

## Singles

### Als Leadmusiker
| Jahr | Titel Album                                            | Höchstplatzierung, Gesamtwochen, AuszeichnungChartplatzierungen (Jahr, Titel, Album, Platzierungen, Wochen, Auszeichnungen, Anmerkungen) | Höchstplatzierung, Gesamtwochen, AuszeichnungChartplatzierungen (Jahr, Titel, Album, Platzierungen, Wochen, Auszeichnungen, Anmerkungen) | Höchstplatzierung, Gesamtwochen, AuszeichnungChartplatzierungen (Jahr, Titel, Album, Platzierungen, Wochen, Auszeichnungen, Anmerkungen) | Höchstplatzierung, Gesamtwochen, AuszeichnungChartplatzierungen (Jahr, Titel, Album, Platzierungen, Wochen, Auszeichnungen, Anmerkungen) | Höchstplatzierung, Gesamtwochen, AuszeichnungChartplatzierungen (Jahr, Titel, Album, Platzierungen, Wochen, Auszeichnungen, Anmerkungen) | Anmerkungen |
| Jahr | Titel Album                                            | DE | AT | CH | UK | US | Anmerkungen |
| ---- | ------------------------------------------------------ | --- | --- | --- | --- | --- | --- |
| 1993 | Country Line It Takes a Thief                          | — | — | — | — | — | Erstveröffentlichung: 1993 |
| 1994 | Fantastic Voyage It Takes a Thief                      | DE91 (4 Wo.)DE | — | — | UK41 (3 Wo.)UK | US3 Platin · (25 Wo.)US | Erstveröffentlichung: April 1994 Verkäufe: + 1.005.000                                                                        |
| 1994 | I Remember It Takes a Thief                            | — | — | — | UK73 (2 Wo.)UK | — | Erstveröffentlichung: 1994 |
| 1994 | Mama I’m in Love Wit’ a Gangsta It Takes a Thief       | — | — | — | — | — | Erstveröffentlichung: 5. Dezember 1994 feat. LeShaun                                                                          |
| 1995 | Gangsta’s Paradise                                     | DE1 ×2Doppelplatin · (54 Wo.)DE | AT1 Platin · (35 Wo.)AT | CH1 ×2Doppelplatin · (62 Wo.)CH | UK1 ×5Fünffachplatin · (36 Wo.)UK | US1 ×3Dreifachplatin · (38 Wo.)US | Erstveröffentlichung: 1. August 1995 Verkäufe: + 8.480.000; feat. L. V. Original: Stevie Wonder – Pastime Paradise            |
| 1995 | Too Hot Gangsta’s Paradise                             | DE24 (17 Wo.)DE | — | CH18 (9 Wo.)CH | UK9 (6 Wo.)UK | US24 (15 Wo.)US | Erstveröffentlichung: 21. November 1995 Verkäufe: + 5.000; Original: Kool & the Gang                                          |
| 1996 | 1, 2, 3, 4 (Sumpin’ New) Gangsta’s Paradise            | DE39 (12 Wo.)DE | — | — | UK13 (7 Wo.)UK | US5 Gold · (21 Wo.)US | Erstveröffentlichung: 20. Februar 1996 Verkäufe: + 665.000                                                                    |
| 1996 | It’s All the Way Live (Now) Eddie (O.S.T.)             | DE73 (7 Wo.)DE | — | — | UK34 (2 Wo.)UK | US29 Gold · (18 Wo.)US | Erstveröffentlichung: Mai 1996 Verkäufe: + 500.000                                                                            |
| 1997 | Hit ’em High (The Monstars’ Anthem) Space Jam (O.S.T.) | DE14 (15 Wo.)DE | — | CH11 (13 Wo.)CH | UK8 (7 Wo.)UK | — | Erstveröffentlichung: 17. Januar 1997 mit B-Real, Busta Rhymes, LL Cool J & Method Man                                        |
| 1997 | The Winner Space Jam (O.S.T.)                          | — | — | — | UK53 (1 Wo.)UK | — | Erstveröffentlichung: 19. Mai 1997                                                                                            |
| 1997 | C U When U Get There My Soul                           | DE3 Gold · (19 Wo.)DE | AT4 (12 Wo.)AT | CH2 Gold · (22 Wo.)CH | UK3 Silber · (12 Wo.)UK | US12 Gold · (20 Wo.)US | Erstveröffentlichung: 17. Juni 1997 Verkäufe: + 100.000; feat. 40 Thevz Original: Johann Pachelbel – Kanon und Gigue in D-Dur |
| 1997 | Ooh La La My Soul                                      | DE80 (7 Wo.)DE | — | — | UK14 (5 Wo.)UK | — | Erstveröffentlichung: 29. September 1997 Verkäufe: + 5.000 Original: Grace Jones – Pull Up to the Bumper                      |
| 2001 | The Hustler Coolio.com                                 | — | — | — | — | — | Erstveröffentlichung: 2001 feat. Kenny Rogers                                                                                 |
| 2002 | I Like Girls El Cool Magnifico • Coolio 2002 EP        | — | — | — | — | — | Erstveröffentlichung: 2002 |
| 2002 | Ghetto Square Dance El Cool Magnifico                  | — | — | — | — | — | Erstveröffentlichung: 28. Juli 2002                                                                                           |
| 2006 | Gangsta Walk The Return Of The Gangsta                 | — | AT75 (1 Wo.)AT | CH56 (3 Wo.)CH | UK67 (1 Wo.)UK | — | Erstveröffentlichung: 4. August 2006 feat. Snoop Dogg                                                                         |
| 2009 | Lady From the Bottom 2 the Top                         | — | — | — | — | — | Erstveröffentlichung: 29. Mai 2009 vs. Beat Nouveau feat. Storm Lee                                                           |
| 2009 | Change From the Bottom 2 the Top                       | — | — | — | — | — | Erstveröffentlichung: 20. November 2009 vs. Ennio Morricone                                                                   |
| 2013 | Get Rich –                                             | — | — | — | — | — | Erstveröffentlichung: 5. November 20135 feat. Goast                                                                           |
| 2014 | Take It to the Hub –                                   | — | — | — | — | — | Erstveröffentlichung: 22. Juli 2014                                                                                           |
| 2015 | She’s So Ratchet –                                     | — | — | — | — | — | Erstveröffentlichung: 13. Februar 2015 mit Loitering Lights & UNLTD                                                           |
| 2017 | Kill Again –                                           | — | — | — | — | — | Erstveröffentlichung: 11. Januar 2017                                                                                         |
| 2017 | Life’s a Gamble –                                      | — | — | — | — | — | Erstveröffentlichung: 1. Mai 2017 mit Insane Poetry & JP tha Hustler                                                          |
| 2018 | Clap Ya Hands –                                        | — | — | — | — | — | Erstveröffentlichung: 20. September 2018                                                                                      |
| 2021 | Out fa the Bag –                                       | — | — | — | — | — | Erstveröffentlichung: 26. Februar 2021                                                                                        |
| 2022 | The Floor is Lava –                                    | — | — | — | — | — | Erstveröffentlichung: 1. Juli 2022 mit Teddi Gold                                                                             |
| 2022 | Do You Want It –                                       | — | — | — | — | — | Erstveröffentlichung: 28. Oktober 2022 feat. Katija                                                                           |
| 2023 | Tag “You It” –                                         | — | — | — | — | — | Erstveröffentlichung: 17. März 2023 feat. DJ Wino & Too $hort                                                                 |
| 2023 | A Star Is Born –                                       | — | — | — | — | — | Erstveröffentlichung: 7. Juli 2023 mit Treach & DJ Wino feat. MC Shan                                                         |

### Als Gastmusiker
| Jahr | Titel Album                                | Höchstplatzierung, Gesamtwochen, AuszeichnungChartplatzierungen (Jahr, Titel, Album, Platzierungen, Wochen, Auszeichnungen, Anmerkungen) | Höchstplatzierung, Gesamtwochen, AuszeichnungChartplatzierungen (Jahr, Titel, Album, Platzierungen, Wochen, Auszeichnungen, Anmerkungen) | Höchstplatzierung, Gesamtwochen, AuszeichnungChartplatzierungen (Jahr, Titel, Album, Platzierungen, Wochen, Auszeichnungen, Anmerkungen) | Höchstplatzierung, Gesamtwochen, AuszeichnungChartplatzierungen (Jahr, Titel, Album, Platzierungen, Wochen, Auszeichnungen, Anmerkungen) | Höchstplatzierung, Gesamtwochen, AuszeichnungChartplatzierungen (Jahr, Titel, Album, Platzierungen, Wochen, Auszeichnungen, Anmerkungen) | Anmerkungen                                                                                  |
| Jahr | Titel Album                                | DE | AT | CH | UK | US | Anmerkungen                                                                                  |
| ---- | ------------------------------------------ | --- | --- | --- | --- | --- | -------------------------------------------------------------------------------------------- |
| 1994 | Dial a Jam The Jerky Boys (O.S.T.)         | — | — | — | — | — | Erstveröffentlichung: 1994 40 Thevz feat. Coolio                                             |
| 1995 | Straight Butta                             | — | — | — | — | — | Erstveröffentlichung: 1995 Tavaris feat. Coolio                                              |
| 1996 | Keep It on the Red Light No Soucy!         | — | — | — | — | — | Erstveröffentlichung: 1996 Ophélie Winter feat. Coolio                                       |
| 1996 | Payback This Is How We Do It               | — | — | — | — | — | Erstveröffentlichung: 1996 Montell Jordan feat. Coolio                                       |
| 1998 | Raise the Roof –                           | — | — | — | — | — | Erstveröffentlichung: 1998 Chazz feat. Coolio                                                |
| 1999 | No Exit                                    | — | — | — | — | — | Erstveröffentlichung: 22. Oktober 1999 Blondie feat. Coolio                                  |
| 2003 | Don’t Go –                                 | — | — | — | — | — | Erstveröffentlichung: 2003 Sat-R-Day feat. Coolio                                            |
| 2004 | Work Ya Body B4-19 –                       | — | AT98 (1 Wo.)AT | — | — | — | Erstveröffentlichung: 2004 New Skill Crew feat. Coolio                                       |
| 2004 | Survivor Best of Comeback United (Sampler) | DE22 (6 Wo.)DE | AT50 (3 Wo.)AT | — | — | — | Erstveröffentlichung: 22. März 2004 mit Comeback United                                      |
| 2015 | Make It Bump –                             | — | — | — | — | — | Erstveröffentlichung: 1. September 2015 Wade Martin feat. Coolio                             |
| 2016 | Bad Guy –                                  | — | — | — | — | — | Erstveröffentlichung: 4. Oktober 2016 LEL Brothas feat. Coolio                               |
| 2019 | Escape Wagon –                             | — | — | — | — | — | Erstveröffentlichung: 12. November 2019 Versatile feat. Coolio                               |
| 2020 | We Got the Power –                         | — | — | — | — | — | Erstveröffentlichung: 18. September 2020 Estragos Trifulka feat. Coolio & Treach             |
| 2021 | Sientate y callate –                       | — | — | — | — | — | Erstveröffentlichung: 22. November 2021 Estragos Trifulka feat. Coolio, Gordo Master & Ñòmpí |
| 2022 | Ten Teen Ten –                             | — | — | — | — | — | Erstveröffentlichung: 2. September 2022 Estragos Trifulka feat. Coolio & Sen Dog             |
| 2023 | Ballin –                                   | — | — | — | — | — | Erstveröffentlichung: 24. November 2023 DJ Tomekk feat. Coolio & Silla                       |

## Musikvideos
| Jahr | Titel                               | Regie                      |
| ---- | ----------------------------------- | -------------------------- |
| 1993 | County Line                         | John Speaks                |
| 1994 | Fantastic Voyage                    | F. Gary Gray               |
| 1994 | I Remember                          | Jim Swaffield              |
| 1994 | Mama I’m in Love Wit’ a Gangsta     | Guy Guillet                |
| 1995 | The Points                          |                            |
| 1995 | Gangsta’s Paradise                  | Antoine Fuqua              |
| 1995 | Too Hot                             | David Nelson               |
| 1995 | Straight Butta                      |                            |
| 1996 | 1, 2, 3, 4 (Sumpin’ New)            | David Dobkin               |
| 1996 | It’s All the Way Live (Now)         |                            |
| 1996 | Keep It on the Red Light            | David Palmer               |
| 1997 | Hit ’em High (The Monstars’ Anthem) | Hype Williams              |
| 1997 | C U When U Get There                | Francis Lawrence           |
| 1997 | The Winner                          |                            |
| 1997 | Ooh La La                           | Coolio, G. Thomas Ferguson |
| 1998 | Raise the Roof                      |                            |
| 2000 | Yo Ho Ho                            | Patrick Tatopoulos         |
| 2000 | No Exit                             | Frank Sacramento           |
| 2001 | The Hustler                         | Patrick Tatopoulos         |
| 2001 | Ghetto Square Dance                 |                            |
| 2002 | Dexter (What’s His Name?)           |                            |
| 2004 | Survivor                            |                            |
| 2005 | Peepshow                            |                            |
| 2005 | I Don’t Wanna Die                   | Chris Palzis               |
| 2006 | Gangsta Walk                        | Marco Gentile              |
| 2006 | Do It                               | Davide Agosta              |
| 2006 | Dip It                              | Luca Tommassini            |
| 2008 | Boyfriend                           | Leonardo González          |
| 2009 | Lady                                | Marco Pavone               |
| 2009 | From the Bottom 2 the Top           | Marco Pavone               |
| 2009 | Change                              | Cosimo Alemà               |
| 2010 | Gangsta’s Paradise 2K11             |                            |
| 2014 | Take It to the Hub                  |                            |
| 2015 | Make It Bump                        | Tom Hinueber               |
| 2019 | Escape Wagon                        |                            |
| 2023 | A Star Is Born                      |                            |
| 2023 | Ballin                              | Timo Joh. Mayer            |

## Promoveröffentlichungen
| Jahr | Titel Album                                                      | Anmerkungen                                                            |
| ---- | ---------------------------------------------------------------- | ---------------------------------------------------------------------- |
| 1995 | Smiling Faces Sometimes Just Another Day                         | Erstveröffentlichung: 1995 G.A.T. feat. Coolio                         |
| 1995 | The Points (Panther) Panther (O.S.T.)                            | Erstveröffentlichung: 1995 mit Various Artists                         |
| 1996 | Atomic Dog (Dogs of the World Unite Remix) Greatest Funkin’ Hits | Erstveröffentlichung: 1996 George Clinton feat. Coolio                 |
| 1997 | All Night All Right Time                                         | Erstveröffentlichung: 1997 Peter Andre feat. Coolio                    |
| 2000 | Parlay 2001 –                                                    | Erstveröffentlichung: 29. Juni 2000                                    |
| 2001 | What up Loc? Short Stories                                       | Erstveröffentlichung: 2001 Shorty feat. Coolio                         |
| 2003 | What Is a MC El Cool Magnifico • Coolio 2002 EP                  | Erstveröffentlichung: 30. Juni 2003                                    |
| 2011 | One Night in L.A. –                                              | Erstveröffentlichung: 10. Januar 2011 The Glam vs. Coolio & Snoop Dogg |

## Sonderveröffentlichungen

### Alben
| Jahr | Titel Musiklabel                                                 | Anmerkungen                                                                               |
| ---- | ---------------------------------------------------------------- | ----------------------------------------------------------------------------------------- |
| 2008 | Hip Hop Masters X‐Ray Records (Cleopatra)                        | Erstveröffentlichung: 1. Dezember 2008 Label-Veröffentlichung; mit Candyman & Vanilla Ice |
| 2012 | The Essential Collection Demon Records • Music Club Deluxe (MCD) | Erstveröffentlichung: 16. April 2012 Label-Veröffentlichung                               |
| 2012 | The Collection Rhino Records (WMG)                               | Erstveröffentlichung: 11. Juni 2012 Label-Veröffentlichung                                |

| Jahr | Titel Musiklabel                                     | Anmerkungen                                                |
| ---- | ---------------------------------------------------- | ---------------------------------------------------------- |
| 2011 | The Greatest Hits and Remixes Caroline Records (AAR) | Erstveröffentlichung: 18. März 2011 Label-Veröffentlichung |

| Jahr | Titel Musiklabel                                  | Anmerkungen                                                  |
| ---- | ------------------------------------------------- | ------------------------------------------------------------ |
| 2005 | Rhino Hi‐Five: Coolio Rhino Records (WMG)         | Erstveröffentlichung: 15. März 2005 Label-Veröffentlichung   |
| 2006 | Rhino Hi‐Five: Coolio, Vol. 2 Rhino Records (WMG) | Erstveröffentlichung: 6. Oktober 2006 Label-Veröffentlichung |

### Lieder
| Jahr | Titel Album                                                      | Anmerkungen |
| ---- | ---------------------------------------------------------------- | --- |
| 1992 | California Livin’ (Remix) What’s Really Going On?                | Erstveröffentlichung: 14. Juni 1992 Mac Dre feat. Coolio & The Mac                                                       |
| 1995 | On My Cide Where’s My Receipt?                                   | Erstveröffentlichung: 1995 Dazzie Dee feat. Coolio & Tha Chill                                                           |
| 1995 | Straight Butta                                                   | Erstveröffentlichung: 10. Januar 1995 Tavaris feat. Coolio                                                               |
| 1995 | Payback This Is How We Do It                                     | Erstveröffentlichung: 4. April 1995 Montell Jordan feat. Coolio                                                          |
| 1995 | Smiling Faces Sometimes Just Another Day                         | Erstveröffentlichung: 21. Juli 1995 G.A.T. feat. Coolio                                                                  |
| 1995 | Stomp! Q’s Jook Joint                                            | Erstveröffentlichung: 7. November 1995 Quincy Jones feat. Coolio, Grandmaster Melle Mel, Luniz, Shaquille O’Neal & Yo Yo |
| 1996 | Runaway (G.Man’s Hip Hop Mix) Twenty Foreplay (Single)           | Erstveröffentlichung: 8. Januar 1996 Janet Jackson feat. Coolio                                                          |
| 1996 | Keep It on the Red Light No Soucy!                               | Erstveröffentlichung: 22. Mai 1996 Ophélie Winter feat. Coolio                                                           |
| 1996 | Atomic Dog (Dogs of the World Unite Remix) Greatest Funkin’ Hits | Erstveröffentlichung: 29. Oktober 1996 George Clinton feat. Coolio                                                       |
| 1996 | Drama Soul on Ice                                                | Erstveröffentlichung: 17. November 1996 Ras Kass feat. Coolio                                                            |
| 1996 | Connect the Dot In Yo Face: The Album                            | Erstveröffentlichung: 19. November 1996 H-Bomb feat. Coolio                                                              |
| 1997 | One for the Money Honor Among Thevz                              | Erstveröffentlichung: 24. Juni 1997 40 Thevz feat. Coolio                                                                |
| 1997 | All Night All Right Time                                         | Erstveröffentlichung: 17. November 1997 Peter Andre feat. Coolio                                                         |
| 1998 | Cresidahz 17 Reasons                                             | Erstveröffentlichung: 14. Februar 1998 Mac Dre feat. Coolio, Dubee & PSD                                                 |
| 1998 | Sav Shit 17 Reasons                                              | Erstveröffentlichung: 14. Februar 1998 Mac Dre feat. Coolio & Messy Marv                                                 |
| 1998 | Dedicated to the Riches 17 Reasons                               | Erstveröffentlichung: 14. Februar 1998 Mac Dre feat. Coolio & Messy Marv                                                 |
| 1998 | Thangz Ain’t Going Change 17 Reasons                             | Erstveröffentlichung: 14. Februar 1998 Mac Dre feat. Coolio & Miru                                                       |
| 1999 | No Exit                                                          | Erstveröffentlichung: 23. Februar 1999 Blondie feat. Coolio                                                              |
| 1999 | Just Think About You Everybody’s Somebody                        | Erstveröffentlichung: 18. Juni 1999 Kele Le Roc feat. Coolio                                                             |
| 1999 | What up Loc? Short Stories                                       | Erstveröffentlichung: 3. August 1999 Shorty feat. Coolio                                                                 |
| 2001 | Girls Return of Hip Hop                                          | Erstveröffentlichung: 12. Februar 2001 DJ Tomekk feat. Coolio                                                            |
| 2001 | Lowdown 360 Urban Groove                                         | Erstveröffentlichung: 15. März 2001 Jimmy Sommers feat. Coolio                                                           |
| 2001 | That’s the Way Agape                                             | Erstveröffentlichung: 1. November 2001 Yoo Young Jin feat. Coolio                                                        |
| 2002 | In the Hood The Playground                                       | Erstveröffentlichung: 8. Oktober 2002 L. V. & Prodeje feat. Coolio                                                       |
| 2005 | Soldiergirl Warrior Girl                                         | Erstveröffentlichung: 5. Dezember 2005 Leki feat. Coolio & Mamido                                                        |
| 2008 | Hva er det du venter på Verden vil bedras                        | Erstveröffentlichung: 14. Januar 2008 Erik og Kriss feat. Coolio                                                         |
| 2008 | Dirty Money The Best of Mac Dre, Vol. 4                          | Erstveröffentlichung: 22. April 2008 Mac Dre feat. 187 Fac & Coolio                                                      |
| 2017 | Ehrenlose Nacht Ek to the Roots 2 & Ekaveli 2                    | Erstveröffentlichung: 8. Dezember 2017 Eko Fresh feat. Coolio, Gangsta Lu, Hakan Abi & Ink Monstarr                      |
| 2021 | Danse dans le Block Royaume                                      | Erstveröffentlichung: 12. März 2021 Alrima feat. Brah, Coolio, DNR, Doulkha, Jafi, John Kanes, Kpoint & Popey            |
| 2021 | Coolio Interlude Fuck Versatile                                  | Erstveröffentlichung: 21. Mai 2021 Versatile feat. Coolio                                                                |

| Jahr | Titel Album                              | Anmerkungen                                                                          |
| ---- | ---------------------------------------- | ------------------------------------------------------------------------------------ |
| 2004 | Dilemma Best of Comeback United          | Erstveröffentlichung: 15. März 2004 mit Emilia; Original: Nelly feat. Kelly Rowland  |
| 2004 | Rapper’s Delight Best of Comeback United | Erstveröffentlichung: 15. März 2004 Original: Sugarhill Gang                         |
| 2004 | Survivor Best of Comeback United         | Erstveröffentlichung: 15. März 2004 mit Comeback United                              |
| 2004 | Gotta Get the Dough A Tribute to Eamon   | Erstveröffentlichung: 13. Juli 2002 mit Yolanda Harris, Lucky Luciano & Drawz Patino |

| Jahr | Titel Soundtrack                                                        | Anmerkungen                                                                                   |
| ---- | ----------------------------------------------------------------------- | --------------------------------------------------------------------------------------------- |
| 1995 | Dial a Jam The Jerky Boys                                               | Erstveröffentlichung: 24. Januar 1995 feat. 40 Thevz                                          |
| 1995 | I Remember Double Dragon                                                | Erstveröffentlichung: 17. März 1995                                                           |
| 1995 | Rollin’ with My Homies Clueless – Was sonst!                            | Erstveröffentlichung: 18. Juli 1995                                                           |
| 1995 | Gangsta’s Paradise Dangerous Minds – Wilde Gedanken                     | Erstveröffentlichung: 10. August 1995 feat. L. V.; Original: Stevie Wonder – Pastime Paradise |
| 1995 | The Points (Panther) Panther                                            | Erstveröffentlichung: 3. Mai 1995 mit Various Artists                                         |
| 1996 | It’s All the Way Live (Now) Eddie                                       | Erstveröffentlichung: 21. Mai 1996                                                            |
| 1996 | Hit ’em High (The Monstars’ Anthem) Space Jam                           | Erstveröffentlichung: 6. Dezember 1996 mit B-Real, Busta Rhymes, LL Cool J & Method Man       |
| 1996 | The Winner Space Jam                                                    | Erstveröffentlichung: 6. Dezember 1996                                                        |
| 1997 | Gangsta’s Paradise Der König von St. Pauli                              | Erstveröffentlichung: 1997 feat. L. V.; Original: Stevie Wonder – Pastime Paradise            |
| 1997 | C U When U Get There Nix zu verlieren                                   | Erstveröffentlichung: 1. Juli 1997 feat. 40 Thevz                                             |
| 1998 | (I’m in Love with) Mary Jane Half Baked – Völlig high und durchgeknallt | Erstveröffentlichung: 13. Januar 1998                                                         |
| 1998 | Park Slam                                                               | Erstveröffentlichung: 13. Oktober 1998                                                        |
| 2004 | Kinda High, Kinda Drunk Harold & Kumar                                  | Erstveröffentlichung: 27. Juli 2004                                                           |

## Statistik

### Chartauswertung
|                     | DE    | AT    | CH    | UK    | US    |
| ------------------- | ----- | ----- | ----- | ----- | ----- |
| Nummer-eins-Alben   | DE—DE | AT—AT | CH—CH | UK—UK | US—US |
| Top-10-Alben        | DE1DE | AT1AT | CH1CH | UK—UK | US2US |
| Alben in den Charts | DE2DE | AT2AT | CH3CH | UK3UK | US3US |

|                       | DE    | AT    | CH    | UK     | US    |
| --------------------- | ----- | ----- | ----- | ------ | ----- |
| Nummer-eins-Singles   | DE1DE | AT1AT | CH1CH | UK1UK  | US1US |
| Top-10-Singles        | DE2DE | AT2AT | CH2CH | UK4UK  | US3US |
| Singles in den Charts | DE9DE | AT5AT | CH5CH | UK11UK | US6US |

### Auszeichnungen für Musikverkäufe
| Silberne Schallplatte - Frankreich - 1996: für die Single 1, 2, 3, 4 (Sumpin’ New) Goldene Schallplatte - Australien - 1996: für die Single 1, 2, 3, 4 (Sumpin’ New) - 1996: für das Album Gangsta’s Paradise - 1997: für die Single C U When U Get There - Belgien - 1996: für das Album Gangsta’s Paradise - 1997: für die Single C U When U Get There - Japan - 1997: für das Album My Soul - Kanada - 1995: für das Album It Takes a Thief - 1997: für das Album My Soul - Neuseeland - 1994: für die Single Fantastic Voyage - 1996: für die Single Too Hot - 1996: für die Single 1, 2, 3, 4 (Sumpin’ New) - 1997: für die Single Ooh La La - Niederlande - 1995: für das Album Gangsta’s Paradise - Schweden - 1996: für das Album Gangsta’s Paradise | 2× Goldene Schallplatte - Frankreich - 1995: für das Album Gangsta’s Paradise Platin-Schallplatte - Belgien - 1996: für die Single Gangsta’s Paradise - Frankreich - 2020: für die Single Gangsta’s Paradise - Kanada - 1997: für das Album Gangsta’s Paradise - Neuseeland - 1996: für das Album Gangsta’s Paradise - 1997: für die Single C U When U Get There - Niederlande - 1995: für die Single Gangsta’s Paradise - Schweden - 1997: für die Single C U When U Get There | 2× Platin-Schallplatte - Dänemark - 2025: für die Single Gangsta’s Paradise - Griechenland - 2024: für die Single Gangsta’s Paradise - Italien - 2024: für die Single Gangsta’s Paradise - Portugal - 2023: für die Single Gangsta’s Paradise - Spanien - 2024: für die Single Gangsta’s Paradise 3× Platin-Schallplatte - Australien - 1996: für die Single Gangsta’s Paradise 4× Platin-Schallplatte - Norwegen - 1996: für die Single Gangsta’s Paradise 6× Platin-Schallplatte - Neuseeland - 2024: für die Single Gangsta’s Paradise |

Anmerkung: Auszeichnungen in Ländern aus den Charttabellen bzw. Chartboxen sind in ebendiesen zu finden.
| Land/RegionAuszeichnungen für Musikverkäufe (Land/Region, Auszeichnungen, Verkäufe, Quellen) | Silber     | Gold       | Platin       | Verkäufe  | Quellen                                                                     |
| -------------------------------------------------------------------------------------------- | ---------- | ---------- | ------------ | --------- | --------------------------------------------------------------------------- |
| Australien (ARIA)                                                                            | —          | 3× Gold3   | 3× Platin3   | 315.000   | aria.com.au                                                                 |
| Belgien (BRMA)                                                                               | —          | 2× Gold2   | Platin1      | 100.000   | ultratop.be                                                                 |
| Dänemark (IFPI)                                                                              | —          | —          | 2× Platin2   | 180.000   | ifpi.dk                                                                     |
| Deutschland (BVMI)                                                                           | —          | 2× Gold2   | 2× Platin2   | 1.500.000 | musikindustrie.de                                                           |
| Frankreich (SNEP)                                                                            | Silber1    | 2× Gold2   | Platin1      | 525.000   | snepmusique.com FR2                                                         |
| Griechenland (IFPI)                                                                          | —          | —          | 2× Platin2   | 40.000    | Einzelnachweise                                                             |
| Italien (FIMI)                                                                               | —          | —          | 2× Platin2   | 200.000   | fimi.it                                                                     |
| Japan (RIAJ)                                                                                 | —          | Gold1      | —            | 100.000   | riaj.or.jp                                                                  |
| Kanada (MC)                                                                                  | —          | 2× Gold2   | Platin1      | 200.000   | musiccanada.com                                                             |
| Neuseeland (RMNZ)                                                                            | —          | 4× Gold4   | 8× Platin8   | 222.500   | aotearoamusiccharts.co.nz NZ2                                               |
| Niederlande (NVPI)                                                                           | —          | Gold1      | Platin1      | 127.000   | nvpi.nl                                                                     |
| Norwegen (IFPI)                                                                              | —          | —          | 4× Platin4   | 80.000    | ifpi.no (Memento vom 5. November 2012 im Internet Archive)                  |
| Österreich (IFPI)                                                                            | —          | —          | Platin1      | 50.000    | ifpi.at                                                                     |
| Portugal (AFP)                                                                               | —          | —          | 2× Platin2   | 20.000    | Einzelnachweise                                                             |
| Schweden (IFPI)                                                                              | —          | Gold1      | Platin1      | 80.000    | sverigetopplistan.se ifpi.se (Memento vom 21. Mai 2012 im Internet Archive) |
| Schweiz (IFPI)                                                                               | —          | Gold1      | 2× Platin2   | 125.000   | hitparade.ch                                                                |
| Spanien (Promusicae)                                                                         | —          | —          | 2× Platin2   | 120.000   | elportaldemusica.es                                                         |
| Vereinigte Staaten (RIAA)                                                                    | —          | 4× Gold4   | 7× Platin7   | 9.000.000 | riaa.com                                                                    |
| Vereinigtes Königreich (BPI)                                                                 | Silber1    | Gold1      | 5× Platin5   | 3.300.000 | bpi.co.uk                                                                   |
| Insgesamt                                                                                    | 2× Silber2 | 24× Gold24 | 47× Platin47 |           |                                                                             |